# Musée d'Art de Fukuoka
Le musée d'Art de Fukuoka est situé dans la préfecture de Fukuoka au Japon. Il contient une remarquable collection d'art asiatique et présente diverses expositions temporaires. Une grande exposition des œuvres de Marc Chagall s'y est tenue en novembre 2010.
La version de 1950 de La Madone de Port Lligat de Salvador Dalí est exposée dans ce musée.
Le tableau Danseuse entendant jouer de l'orgue dans une cathédrale gothique réalisé par le peintre espagnol Joan Miró le 26 mai 1945 y est conservé.